# Dossenheim-Kochersberg
Dossenheim-Kochersberg es una localidad y comuna francesa, situada en el distrito de Strasbourg-Campagne, departamento del Bajo Rin en la región de Alsacia. Tiene una población de 180 habitantes, con una densidad de 101 h/km².

## Demografía
| 122 | 126 | 143 | 134 | 146 | 180 |
| Para los censos de 1962 a 1999 la población legal corresponde a la población sin duplicidades (Fuente: INSEE [Consultar]) |     |     |     |     |     |